# آيت واكريم (آيت امحند او موسى)
آيت واكريم هو دُوَّار يقع بجماعة إرحالن، إقليم شيشاوة، جهة مراكش آسفي في المملكة المغربية. ينتمي الدوّار لمشيخة آيت امحند او موسى التي تضم 5 دواوير. يقدر عدد سكانه بـ 91 نسمة حسب الإحصاء الرسمي للسكان والسكنى لسنة 2004.

## وصلات خارجية
- البوابة الوطنية للجماعات الترابية
- المندوبية السامية للتخطيط